# Boca del Río San Mateo
Boca del Río San Mateo är en ort i Mexiko.   Den ligger i kommunen San Mateo Yoloxochitlán och delstaten Oaxaca, i den sydöstra delen av landet, 280 km sydost om huvudstaden Mexico City. Boca del Río San Mateo ligger 1 190 meter över havet och antalet invånare är 140.
Terrängen runt Boca del Río San Mateo är varierad. Boca del Río San Mateo ligger nere i en dal som går i nord-sydlig riktning. Runt Boca del Río San Mateo är det tätbefolkat, med 369 invånare per kvadratkilometer. Närmaste större samhälle är Huautla de Jiménez, 2,5 km sydost om Boca del Río San Mateo. I omgivningarna runt Boca del Río San Mateo växer i huvudsak städsegrön lövskog.